# العلاقات الأرجنتينية الإيرانية
العلاقات الأرجنتينية الإيرانية هي العلاقات الثنائية التي تجمع بين الأرجنتين وإيران.

## مقارنة بين البلدين
هذه مقارنة عامة ومرجعية للدولتين:
| وجه المقارنة                                              | الأرجنتين                                               | إيران                    |
| --------------------------------------------------------- | ------------------------------------------------------- | ------------------------ |
| المساحة (كم2)                                             | 2.78 مليون                                              | 1.65 مليون               |
| عدد السكان (نسمة)                                         | 44.27 مليون                                             | 79.97 مليون              |
| الكثافة السكانية (ن./كم²)                                 | 15.92                                                   | 48.47                    |
| العاصمة                                                   | بوينس آيرس                                              | طهران                    |
| اللغة الرسمية                                             | اللغة الإسبانية                                         | لغة فارسية               |
| العملة                                                    | البيزو الأرجنتيني 1983 ‏، بيزو أرجنتيني، أسترال أرجنتيني | ريال إيراني              |
| الناتج المحلي الإجمالي (بليون دولار)                      | 637.59 مليار                                            | 439.51 مليار             |
| الناتج المحلي الإجمالي (تعادل القوة الشرائية) بليون دولار | 883.02 مليار                                            | 1.36 تريليون             |
| الناتج المحلي الإجمالي الاسمي للفرد دولار أمريكي          | 13.43 ألف                                               |                          |
| الناتج المحلي الإجمالي للفرد دولار أمريكي                 |                                                         |                          |
| مؤشر التنمية البشرية                                      | 0.827                                                   | 0.766                    |
| رمز المكالمات الدولي                                      | +54                                                     | +98                      |
| رمز الإنترنت                                              | .ar                                                     | .ir،                     |
| المنطقة الزمنية                                           | 00                                                      | ت ع م+03:30، توقيت إيران |

## منظمات دولية مشتركة
يشترك البلدان في عضوية مجموعة من المنظمات الدولية، منها:
| علم المنظمة | اسم المنظمة                        | تاريخ انضمام الأرجنتين | تاريخ انضمام إيران |
| ----------- | ---------------------------------- | ---------------------- | ------------------ |
|             | مؤسسة التنمية الدولية              | 3 أغسطس 1962           | 10 أكتوبر 1960     |
|             | المنظمة الهيدروغرافية الدولية      | ?                      | ?                  |
|             | مؤسسة التمويل الدولية              | 13 أكتوبر 1959         | 28 ديسمبر 1956     |
|             | منظمة حظر الأسلحة الكيميائية       | ?                      | ?                  |
|             | الأمم المتحدة                      | 24 أكتوبر 1945         | 24 أكتوبر 1945     |
|             | منظمة الشرطة الجنائية الدولية      | ?                      | ?                  |
|             | البنك الدولي للإنشاء والتعمير      | 20 سبتمبر 1956         | 29 ديسمبر 1945     |
|             | الاتحاد البريدي العالمي            | ?                      | ?                  |
|             | وكالة ضمان الاستثمار متعدد الأطراف | 11 فبراير 1992         | 15 ديسمبر 2003     |
|             | يونسكو                             | 15 سبتمبر 1948         | 6 سبتمبر 1948      |
|             | الفريق المعني برصد الأرض           | ?                      | ?                  |

## وصلات خارجية
- موقع وزارة الخارجية الأرجنتينية
- موقع وزارة الخارجية الإيرانية